# ستيوارت منزيس
اللواء سير ستيوارت غراهام منزيس (بالإنجليزية: Sir Stewart Graham Menzies) رئيس سلك الاستخبارات السرية البريطانية (SIS/MI6) من 1939 إلى 1952، خلال وبعد الحرب العالمية الثانية.